# Президент регіональної ради
Президент регіональної ради (фр. Président du conseil régional) у Франції — посада голови регіональної ради — основного керівного органу регіону. Президент обирається строком на шість років загальними зборами регіональної ради. Вибори президента відбуваються з 1986 року.
Він представляє виконавчу владу регіону, керує також регіональною адміністрацією, яку й очолює. Проводить політику регіону в питанні економіки, упорядкування території та професійної освіти.